# Ювенальев, Юрий Ювенальевич
Юрий Ювенальевич Ювенальев (род. 12 марта 1948, Аслыялы, Чувашская АССР) — советский и российский художник и дизайнер.
Заслуженный художник Чувашской Республики (1999), лауреат премии Комсомола Чувашии им. М. Сеспеля (1985).

## Биография
Родился 12 марта 1948 года в селе Аслыялы Канашского района Чувашской АССР.
В 1970 году окончил художественно-графический факультет Чувашского государственного педагогического института. По окончании вуза начал работать учителем рисования и черчения в Кемеровской области. В 1971—1972 годах служил в Советской армии. 1976 году был принят в объединение молодых художников и искусствоведов при Союзе художников СССР.
С 1979 года работал художником в Чувашский творческо-производственный комбинат Художественного фонда РСФСР (ЧТПК ХФ РСФСР), был директором Творческо-проектного объединения Союза дизайнеров Чувашской Республики (1991—1993) и Творческо-производственного предприятия «Дизайн-проект» (1993—1997). Член Союза дизайнеров СССР с 1988 года и Союза художников России с 1993 года.
Является автором экспозиций выставки «60 лет Чувашской АССР» на ВДНХ СССР в 1980 году. Юрий Ювенальев участвовал в оформлении экспозиций, проходивших в Чувашском национальном музее, Музее космонавтики А. Г. Николаева в селе Шоршелы, Литературном музее имени К. В. Иванова, Музее трудовой и боевой славы Чувашского государственного университета и других музеях Чувашии.
Как живописец, Юрий Ювенальевич работает в жанре пейзажа. С 1976 года является участником международных, всесоюзных и всероссийских, региональных и республиканских выставок. Автор ряда книг.
В ноябре 2008 − январе 2009 года в Чувашском государственном художественном музее прошла персональная выставка Юрия Ювенальевича Ювенальева, где было представлено более 100 произведений живописи, выполненные автором в период с 1985 по 2008 год.
Творческий путь художника продолжает его сын — Сергей Ювенальев, работающий в области графического дизайна, а также дизайна интерьеров и музейных экспозиций.